# Phylloxera glabra
Phylloxera glabra är en insektsart som först beskrevs av Von Heyden 1837.  Phylloxera glabra ingår i släktet Phylloxera och familjen dvärgbladlöss. Arten är reproducerande i Sverige. Inga underarter finns listade i Catalogue of Life.